# HMS Afridi (F07)
L'HMS Afridi (Pennant number F07), seconda nave da guerra britannica a portare questo nome, è stata un cacciatorpediniere classe Tribal della Royal Navy. Costruita nei cantieri Vickers, venne impostata il 9 giugno 1936, varata l'8 giugno 1937 ed entrò in servizio il 3 maggio 1938. Combatté nella seconda guerra mondiale venendo affondata il 3 maggio del 1940 in un attacco aereo al largo della Norvegia, esattamente due anni dopo l'entrata in servizio.

## Servizio

### Anni 30
Al momento dell'ingresso in servizio l'unità venne assegnata alla 1 Flottiglia cacciatorpediniere della Mediterranean Fleet, costituita da navi della stessa classe. Salpò dal Porto di Portland il 27 maggio diretta a Malta, dove giunse il 3 giugno. Nel mese di luglio pattugliò le acque al largo della penisola iberica. Insieme con altre unità della Royal Navy impiegate nella zona durante la guerra civile spagnola, aveva la torretta B dipinta di rosso, bianco e blu per permettere ai repubblicani e ai Nazionalisti di riconoscere la neutralità delle navi.
Il 18 settembre 1938 giunse ad Istanbul, per una visita ufficiale. La firma degli Accordi di Monaco e l'occupazione tedesca della Cecoslovacchia, causarono la fine anticipata della crociera. L'unità si diresse quindi ad Alessandria d'Egitto per poi riunirsi alla 1 Flottiglia cacciatorpediniere. Il 23 febbraio 1939 partecipò alle esercitazioni congiunte della Mediterranean Fleet e della Home Fleet con base a Gibilterra. La Afridi venne in seguito ritirata dall'esercitazione dopo una collisione con l'incrociatore Penelope durante il trasferimento della posta. Tornata a Malta per riparazioni, venne in seguito assegnata alla 4 Flottiglia cacciatorpediniere con base ad Alessandria.

### La seconda guerra mondiale
In seguito allo scoppio della guerra e alla prova della neutralità italiana, la flottiglia venne trasferita in patria e successivamente smembrata con l'assegnazione delle singole unità a compiti diversi. La Afridi venne assegnata alla "Humber Force" dal fiume Humber, alla foce del quale il gruppo aveva base, nella città di Immingham, con compiti di pattuglia nel Mare del Nord. In dicembre venne trasferita a Rosyth per scortare i convogli diretti in Norvegia.
Nel gennaio 1940, vennero alla luce una serie di difetti tecnici dell'unità, che la costrinsero in cantiere per riparazioni a West Hartlepool fino a marzo. Tornata in servizio attivo ad aprile, al comando del Capitano Philip Vian, partecipò a missioni di scorta e pattuglia al largo delle coste norvegesi. Durante queste operazioni subì diversi attacchi aerei. La Gurkha venne affondata e la Rodney, la Glasgow e la Southampton vennero danneggiate. La Afridi non venne danneggiata e tornò a Scapa Flow per rifornirsi e riarmarsi. In seguito partecipò ad altre missioni di pattuglia nella zona.
Il 1º maggio, mentre si trovava al largo di Namsos in seguito all'evacuazione delle truppe alleate dall'area dovuto alla rapida avanzata tedesca, venne ripetutamente presa di mira da aerei nemici. Il giorno successivo imbarcò truppe del Royal Lincolnshire Regiment, trasferendole in seguito all'incrociatore ausiliario francese Kantara. Il 3 maggio imbarcò soldati del Royal Hampshire Regiment, risultando una delle ultime unità a lasciare il porto. Nella fretta era stato anche abbandonato a terra buona parte dell'equipaggiamento pesante. La nave bombardò quindi i veicoli abbandonati sul molo prima di allontanarsi. Mentre scortava le navi trasporto truppe in partenza giunse un nuovo attacco aereo, durante il quale il cacciatorpediniere Bison venne gravemente danneggiato. La Afridi e la Grenade rimasero in zona per recuperare i sopravvissuti respingendo altri due attacchi aerei e provando in seguito ad affondare l'unità danneggiata con i cannoni. Durante questo tentativo, verso le ore 14, l'unità venne attaccata contemporaneamente da due bombardieri in picchiata Ju-87 che agirono contemporaneamente giungendo da diverse direzioni, rendendo quindi impossibili manovre evasive. La nave venne colpita da due bombe, una esplosa nella sala caldaie numero uno e l'altra sul fianco sinistro subito davanti al ponte di comando. Il cacciatorpediniere Imperial si avvicinò quindi per mettere in salvo gli uomini a bordo, mentre il Griffin rimaneva nella zona. La Afridi affondò in circa tre quarti d'ora con la perdita di 49 membri dell'equipaggio, 13 soldati imbarcati e più di 30 sopravvissuti del Bison.